# Bythocypris actites
Bythocypris actites är en kräftdjursart som beskrevs av Benson 1959. Bythocypris actites ingår i släktet Bythocypris och familjen Bairdiidae. Inga underarter finns listade.